# 细觿茅
细觿茅（学名：Dimeria falcata var. tenuior）为禾本科觿茅属下的一个变种。